# Carabus caelatus
Carabus caelatus là một loài bọ cánh cứng đặc hữu của châu Âu, ở đó nó được tìm thấy ở Albania, Áo (doubtful), Bosna và Hercegovina, Croatia, Chính quốc Ý, Macedonia, Slovenia và Nam Tư.